# 中國歷代中興
中國歷代中興，是指中国历史上的政權在經歷一段長時間後克服了當時環境的巨大壓力，使國家社會從衰退中恢復的情況。这种情况被称为中興。

## 夏朝
- 少康中兴，击败寒浞，少康复国。灭浇于过，又派其子杼灭豷于戈。
- 不降中兴，讨伐九苑。

## 商朝
- 太戊中兴，太戊在位时，以伊陟为丞相，天下大治，诸侯归附。
- 祖乙中兴，他在位时商朝再度兴盛，史称中兴。
- 盘庚中兴，盘庚迁殷，继续实行商汤时期的施政方针，改变了商朝的衰落局面。
- 武丁中兴，发展国力，整顿军队，讨伐四方戎狄，使商朝重新振兴。
- 武乙新政，重君权罢巫教政教分离，重用周公季历平定西戎及河渭之间戎。

## 周朝
- 宣王中兴，任用贤臣，整頓朝政，使王道已衰落的周朝王室得到一時的復興。

## 汉朝
- 昭宣中兴，汉昭帝和汉宣帝时期的中兴。
- 光武中兴，光武帝灭王莽，统一中国，复兴汉室后的治世。（有争议，有观点认为东西汉实际为两个朝代[1]）

## 唐朝
- 元和中兴，唐宪宗李纯勤勉政务，善于纳谏，着手削藩，并扩大财政收入。
- 会昌中兴，唐武宗李炎在位时期的短暂治世。
- 大中之治，唐宣宗李忱在位時期的治世。

## 五代
- 後唐：唐明宗：天成至長興元年的治世。

- 後周：周太祖至周世宗的治世

## 辽朝
- 景圣中兴，辽景宗、辽圣宗位时期的治世。
- 建炎中興，宋高宗南渡，延續宋朝。

## 明朝
- 弘治中兴，明孝宗朱祐樘在位期間的治世，寬厚仁慈，躬行節儉，不近聲色，勤於政事，重視司法與廣開言路。
- 嘉靖中興，明世宗朱厚熜在位初期的治世，英明苛察，嚴以馭官，并整頓朝綱，整頓賦役和整頓邊防。
- 万历中兴，明神宗朱翊鈞在位初期由張居正主持的改革，勵精圖治，勤於朝政，更新庶政，繁榮經濟。神宗親政後張居正部份改革被廢除。
- 光宗中兴，明光宗朱常洛在位期間的短暂治世，以仁厚著稱，廢礦稅、餉邊防、補官缺。

## 清朝
- 同光中兴（同治中興），清同治、光緒时期透過洋务运动，清朝出现一定时期的中兴。